# TVR 390SE
La TVR 390SE est une voiture de sport conçue et construite par TVR. Présentée en octobre 1984 ce modèle intégrait de nombreuses nouveautés que l'on ne trouvait pas auparavant sur d'autres TVR "Wedge''. Lors de sa présentation elle était également la plus puissante TVR jamais construite. N'ayant jamais reçu d'homologation britannique, la 390SE était techniquement parlant une 350i avec un équipement spécial supplémentaire. 

## Conception et développement
TVR Engineering travaillait avec Andy Rouse, un spécialiste de la transformation Rover, afin de produire un moteur produisant 86 ch (63 kW) supplémentaires, portant à 279 ch (205 kW) la puissance totale recherchée. Le moteur atteignait ces chiffres grâce à l'utilisation d'améliorations très intéressantes telles que l'augmentation de cylindrée à 3 905 cm3, des arbres à cames à haute levée, des culasses à grosses soupapes et des pistons usinés Cosworth. Un embrayage plus résistant, un différentiel à glissement limité et des pneus Yokohama plus larges étaient installés pour aider à faire passer la puissance supplémentaire sur la route. 
Le style de la voiture fut également amélioré - ou tout du moins rendu plus agressif - avec une entrée d'air avant plus profonde et un carénage aérodynamique sous la carrosserie. La mise à jour suivante a vu la carrosserie gagner des passages de roue évasés et des bas de caisse différents. Des freins à disque avant ventilés et des roues de 15" faisaient également partie de l'ensemble. Une voiture de série 2 apparue en 1988, la différence la plus évidente étant un nez avant plus rond. 
La production du V8 Rover modifié fut gérée par différentes sociétés d'ingénierie tout au long de la vie de la voiture, la plupart étant produits par North Coventry Kawasaki (NCK). Cette société fut ensuite achetée par TVR pour devenir sa division interne de moteurs, TVR Power. Environ 100 exemplaires de 390SE ont été construites. 
En raison des règles du Royaume-Uni en matière d'homologation de type, il n'était pas économique pour TVR d'homologuer les rares 390SE produites comme modèles distincts de la plus commune "350i'', car le client était facturé séparément pour la voiture et le moteur. Par conséquent, la plupart des 390SE furent officiellement enregistrées comme des 350i à moteur 3,5 litres au lieu du 3,9 litres.